# 외뿔소자리
외뿔소자리(Monoceros [məˈnɒsərəs], 그리스어: Μονόκερος)는 겨울철 밤하늘에 보이는 희미한 별자리로, 오리온과 큰개, 작은개, 바다뱀자리 사이에 놓여 있다. 영어로는 Unicorn이라고도 한다. 독일의 천문학자 제이콥 바취가 발견했다고 알려져있으나, 그전에 1560년대의 페트뤼스 플란시우스가 발견한 것으로 예상되고 있다. 오리온자리 팔에 위치하고있다.

## 특징
육안으로는 보기가 매우 힘들다.
이 별자리에는 두개의 외계행성, COROT-7B와 COROT-7c이 COROT과 HARPS 망원경에 의해 발견되었다. 
널리 알려진 가장 가까운 블랙홀이 이 별자리에 위치해있다.  A0620-00이라고 하는데 질량은 태양의 6.6배이다.

## 별과 천체
외뿔소자리는 거의 눈에 띄지 않는 별자리로, 4등급의 별들 몇 개가 있을 뿐이지만, 소구경의 망원경으로 관측하기에 흥미로운 천체들을 찾아볼 수 있다.
- α별(α Monocerotis)은 3.83 등급으로, 3.98 등급의 γ(감마)별보다 약간 밝다.
- β별은 인상적인 삼중성이다. 세 별은 고정된 것처럼 보이는 삼각형을 이룬다. 밝기는 4.7, 5.2, 6.1 등급이며, 1781년 윌리엄 허셸이 처음 발견하여 '하늘에서 가장 아름다운 광경'이라 언급하였다.
- ε별은 고정된 이중성으로, 밝기는 4.5, 6.5 등급이다.
- 외뿔소자리 S별 또는 외뿔소자리 15는 청백색의 변광성으로, NGC 2264의 중앙에 놓여 있다. 밝기의 변화는 그리 크지 않으며, 8등급의 동반성을 갖고 있다.
- 외뿔소자리 V838은 2002년 1월 6일부터 폭발(outburst)이 시작된 별이다.
- 플라스켓(Plaskett)의 별은 무거운 연성으로, 태양의 약 100배에 해당된다.

### 어두운 천체들
외뿔소자리는 여러 성단과 성운을 포함한다.
- M50: 산개성단이다.
- NGC 2237-9,46 (장미성운): 확산성운으로, H II 영역에 속한다. 빨갛고 화려한 고리 모양의 성운이다. 성운의 중심에 갓 태어난 별이 모인 산개성단이 있다.
- NGC 2264 (크리스마스트리 성단과 솔방울 성운)

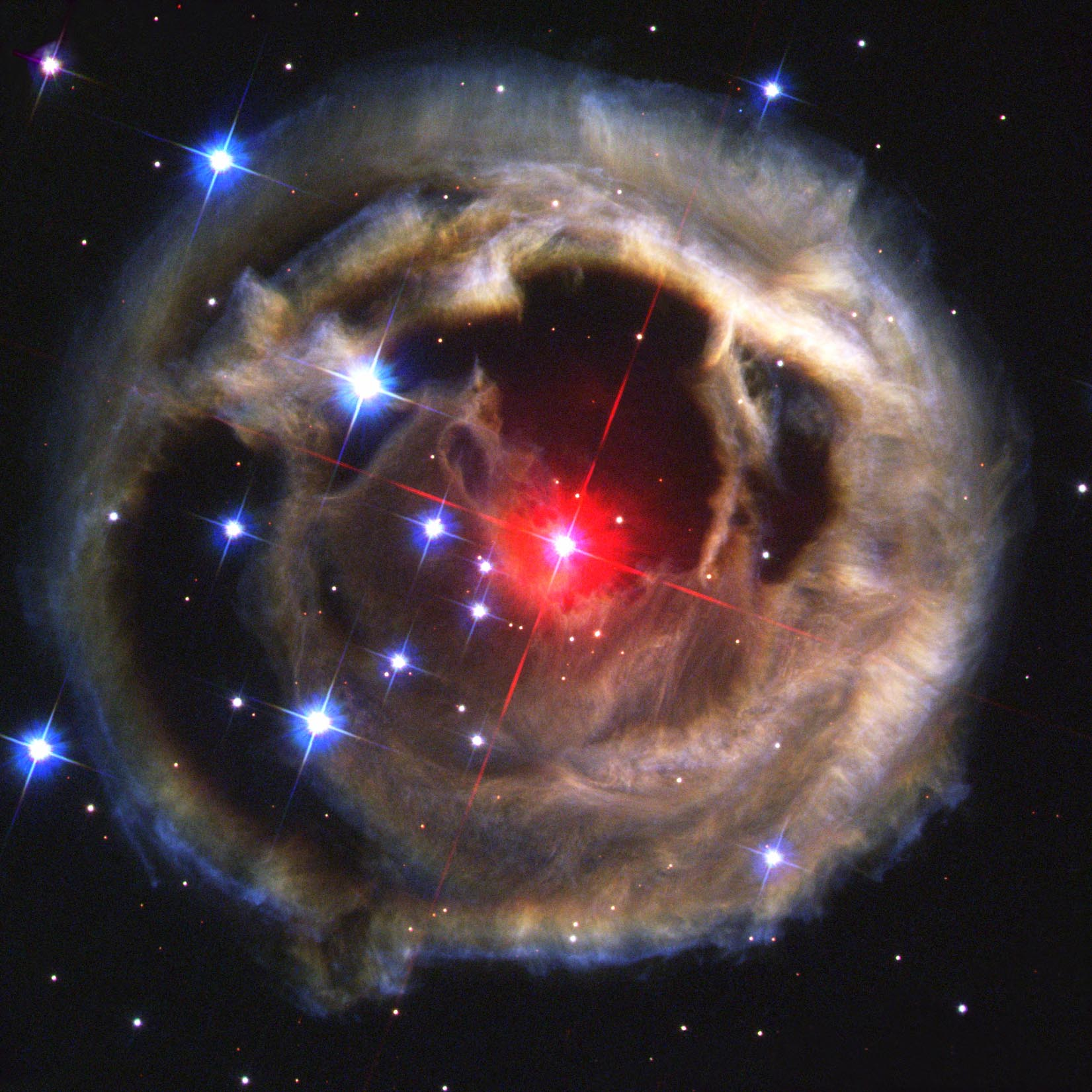
V838 변광성
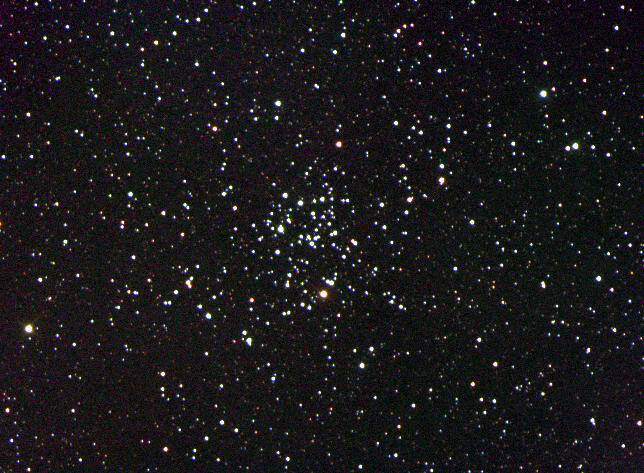
M50 산개성단
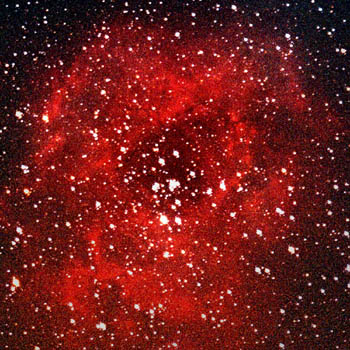
NGC 2237 장미성운
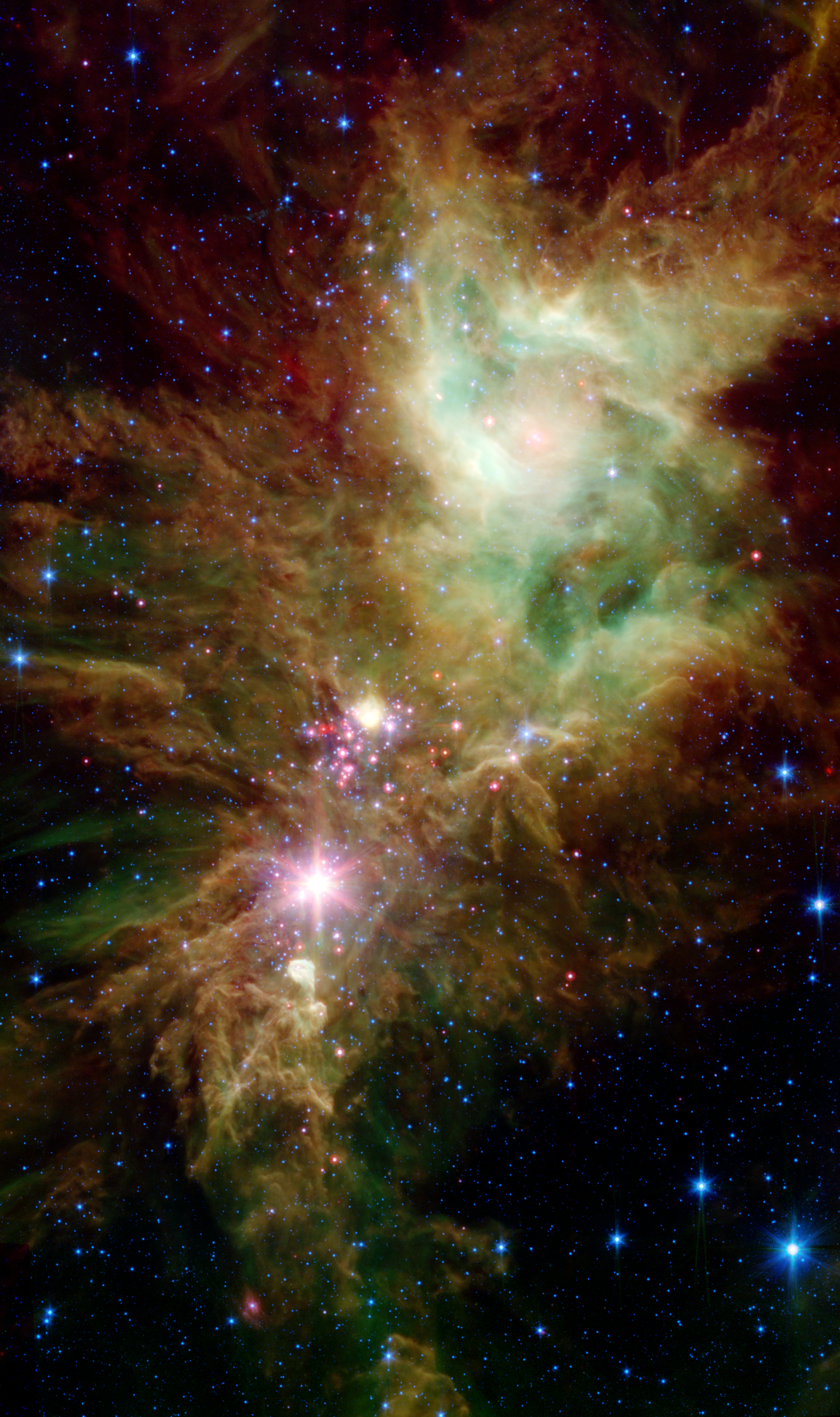
NGC 2264

## 신화와 역사
외뿔소자리는 근대의 별자리로, 1624년의 성도(Jakob Bartsch)에 '유니콘(Unicorn)'으로 수록되었다. 이 별자리는 1564년에는 존재했던 것으로 여겨지며, 고대 페르시아 제국의 별자리에도 있었다는 주장이 있다.